# Bogadjim
Bogadjim ist eine Siedlung in der Astrolabe Bay Rural LLG, Provinz Madang, Papua-Neuguinea, die an der Astrolabe Bay, südlich der Provinzhauptstadt Madang, liegt.

## Geschichte

### Kolonialzeit
Bogadjim existierte bereits vor der deutschen Kolonialzeit und lag nach Übernahme durch die Neuguinea-Kompagnie in einem der von Plantagenwirtschaft geprägten Hauptsiedlungsgebiete der späteren Kolonie, in dem sich mit Madang (früher Friedrich-Wilhelm-Hafen) im Süden und Alexishafen im Norden sowie Stephansort und Konstantinhafen auch erste Siedlungen gebildet hatten.
In 1887 wurde in Bogadjim eine Missionsstation gegründet. 1896 wurde der Ort durch das Schmalspur-Feldbahnnetz mit Stephansort, Erimahafen und Konstantinhafen verbunden.
Nach Ausbruch des Ersten Weltkriegs wurde das von nur sehr geringen Kräften verteidigte Gebiet schnell von Australischen Streitkräften erobert. Nach dem Krieg und der Gründung des Völkerbundes im Jahr 1920 übernahm Australien die deutsche Kolonie als Treuhandgebiet. Die Australier gaben die Siedlung Stephansort auf, sodass das nahegelegene Bogadjim mehr in den Fokus rückte.

### Zweiter Weltkrieg
Während des Zweiten Weltkriegs besetzten 1943 japanische Truppen widerstandslos das Gebiet. Die einheimische Bevölkerung floh landeinwärts nach Osten zum Fluss Mindjim. Ab Mitte 1943 stellte das 78. Infanterieregiment der 20. Division (18. Armee) die Besatzungstruppe und die Arbeitskräfte für den Bogadjim-Track, eine ab August 1943 gebaute Verbindungsstraße von Bogadjim nach Yaula im Landesinneren, die für motorisierte Nachschubtransporte genutzt werden konnte. In der Folge griffen die Alliierten Bogadjim und den Track mehrfach aus der Luft an, was große Zerstörungen anrichtete. Allein bei den vom 7. bis 13. Januar 1944 durchgeführten Angriffen der Fifth Air Force (5. US-Luftflotte) auf Madang, Alexishafen und Bogadjim wurden laut US-Angaben von 1945 insgesamt 665 Tonnen Bomben abgeworfen.
Ab September 1943 zielte eine Offensive australischer Streitkräfte entlang der Küste Neuguineas sowie zeitgleich im Landesinneren entlang der Täler des Markham, Ramu und über die Finisterre Range auf das Erreichen von Bogadjim. Der Ort wurde dann tatsächlich am 13. April 1944 in der Schlacht von Bogadjim zurückerobert.
Ende April 1944 wurde das Basisversorgungsdepot Nr. 5 eingerichtet, um Vorräte zur Unterstützung von Operationen dort an der Küste zu lagern.

### Nach dem Krieg
Nach Ende des Pazifikkrieges übernahm Australien die Gegend erneut unter Mandatsverwaltung. 1975 wurde sie Teil des unabhängigen Staates Papua-Neuguinea.
Im Ort wird die Sprache Anjam oder Bogadjim gesprochen.